# Чоловік на тисячу доларів
Чоловік на тисячу доларів (англ. The Thousand-Dollar Husband) — американська кінокомедія режисера Джеймса Янга 1916 року.

## У ролях
- Бланш Світ — Ольга Нельсон
- Теодор Робертс — дядя Свен Джонсон
- Том Форман — Дуглас Гордон
- Джеймс Нілл — Стівен Гордон
- Хорас Б. Карпентер — адвокат Джадсон
- Люсіль Ла Верн — мадам Батавія
- Е. Л. Делані — Джек Харді
- Камілль Естор — Меггі, подруга Ольги
- Джейн Вульф — незначна роль